# Before He Cheats
"Before He Cheats" är den femte singeln från Carrie Underwoods debutalbum, Some Hearts.